# Olaga förföljelse
Olaga förföljelse är i Sverige en brottsrubricering som införts i syfte att förebygga stalkning, och avser upprepade trakasserier mot en och samma person. I samband med att lagen infördes ersattes även den tidigare termen besöksförbud med kontaktförbud, från och med den 1 oktober 2011. Brottet finns infört i 4 kap. 4 b § brottsbalken. Den amerikanska delstaten Kalifornien kriminaliserade stalking 1990 och därefter har flera andra jurisdiktioner följt efter.
Syftet med brottsrubriceringen olaga förföljelse är att förstärka det straffrättsliga skyddet mot trakasserier och förföljelse samt åstadkomma en straffmätning som bättre återspeglar brottslighetens allvar när det brottsliga handlandet utgör en särskild kränkning av målsägandens integritet. En person som begått upprepade brottsliga gärningar av visst slag mot en annan person ska kunna dömas för olaga förföljelse. De brottsliga gärningar som avses är överträdelse av kontaktförbud, olaga intrång, misshandel, olaga hot, hemfridsbrott, ofredande, sexuellt ofredande och skadegörelse. Straffet är fängelse i högst fyra år. Brottet har endast en grad och det finns således ingen reglering om ringa eller grov olaga förföljelse.
Före 2011 kunde en person som ägnat sig åt systematiska trakasserier av en annan individ bli dömd för en lång rad av oftast mindre allvarliga förseelser medan en sådan person idag ofta döms endast för olaga förföljelse. Statistik indikerar att olaga förföljelse är det brott där störst andel döms till rättspsykiatrisk vård i stället för fängelse. Detta kan förklaras av att en person som döms till olaga förföljelse ofta fått upprepade indikationer på att samhället reagerat negativt på personens beteende men ändå fortsatt, vilket tenderar att reflektera förekomst av psykisk ohälsa. 
Då brottsrubriceringen olaga förföljelse infördes, ersattes även termen besöksförbud med kontaktförbud. Detta regleras i lagen om kontaktförbud. I syfte att stärka kontaktförbudets skyddsverkan infördes samtidigt möjligheten att använda elektronisk övervakning, så kallad elektronisk fotboja, för att kontrollera efterlevnaden av vissa förbud.